# Пек Ту Джин
Пек Ту Джин (кор. 백두진, 白斗鎭, Baek Du-jin, Paek Tujin; 7 жовтня 1908 — 5 вересня 1993) — корейський економіст і політик, двічі займав пост прем'єр-міністра Республіки Корея.

## Кар'єра
Здобув економічну освіту. Від 1948 року обіймав посаду директора з міжнародних зв'язків Банку Кореї. 1951 року став виконувачем обов'язків генерального директора Державного казначейства. В жовтні 1952 року після відставки Чан Тхек Сана очолив уряд. Вийшов у відставку менше, ніж за два роки.
Після того був депутатом парламенту 7-10-го скликань, при чому в двох останніх займав пост спікера. У серпні 1968 року як спеціальний посланець відвідав Бірму. ВУ грудні 1970 року знову зайняв пост прем'єр-міністра й вийшов у відставку в червні наступного року.
Після відставки Пек Ту Джина обрали головою Азійської парламентської федерації. Від 1971 до 1984 року він обіймав посаду радника в міністерстві сільського господарства, інфраструктури й транспорту. 1979 року Пек став головою Корейсько-японського комітету з питань співробітництва.
Від 1984 року припинив безпосередню участь у політичному житті країни. Натомість він займався викладацькою та публіцистичною діяльністю, його залучали експертом до роботи різних державних і партійних органів, зокрема до роботи Конституційної асамблеї 1991 року.
Помер у вересні 1993 року.
2008 року Пек Ту Джина було включено до переліку з 32 осіб, хто створив фундамент сучасної Південної Кореї.